# 창정 1D
창정 1D(중국어: 长征一号丁, 영어: Long March 1D, CZ-1D)는 창정 발사체 중 하나로, 창정 1 및 DF-4의 개량형으로서, 창정 1의 특성을 많이 갖고 있다. 창정 1D는 작은 페이로드를 우주 궤도로 쏘아올리기 위해 개발되었고, 1997년 11월 1일 최초 발사를 성공적으로 마쳤으며, 총 3번 발사되어 2번 성공하고 1번 실패했지만 위성 발사는 한 번도 해보지 못하였으며, 현재는 은퇴한 상태이다.
1990년대 말 중국운재화전기술연구원은 DF-31의 대기권 재진입 실험을 위해 DF-4의 개량형 개발에 착수하고, 후에 이 개량형 로켓이 창정 1D가 되었다. 그 후, 로켓은 작은 발사체로서 발사체 시장에 내놓아졌다.

## 설계

### 기체
창정 1D는 기존의 창정 1과 1단/2단 기체 디자인이 같았다. 하지만 3단의 지름은 1.5 m에서 2.05 m로 증가되었으며, 기존에는 원뿔 모양이었던 2단-3단 사이의 구간은 원기둥 모양으로 바뀌었고, 이에 따라 3단의 주/보조 추진기가 들어갈 자리가 마련되었다.

### 유도
창정 1D는 컴퓨터 기반 관성 유도 시스템을 장착하였는데, 이를 통해 3단을 3축 안정화를 통해 제어할 수 있었다.

## 추진

### 1단
1단의 엔진은 창정 1에 사용되었던 엔진인 YF-2 엔진의 개량형 엔진 4개를 사용했는데, 이 엔진이 YF-2A인지 YF-2B인지는 자료마다 차이를 보인다. 연료는 비대칭디메틸히드라진(UDMH)/N2O4을 사용하였다.

### 2단
2단에 사용된 엔진은 YF-40 두 개로, 서로 평행하게 배치된다. 연료는 1단과 동일하게 UDMA/N2O4을 사용하였다.
1단처럼, 2단 엔진 또한 YF-40 엔진이 아니라 YF-3 엔진을 사용하였다고 나타내는 자료도 존재한다.

### 3단
3단은 FG-36 고체로켓을 사용하며, 분사 시간은 41초 정도이다. 또한, DaFY2-1 보조 엔진을 통해 고체 로켓이 분사될 동안 자세제어를 하였다.

## 제원
1단
- 엔진 종류: YF-2A 또는 YF-2B
- 연료 종류: UDMH/N2O4
- 직경: 2.25 m
- 길이: 18.20 m
- 발사중량: ~65 톤
- 연료 중량: 60.9 톤
- 총 추력: 1101.2 kN
- 비추력: 2378 N*s/kg
- 총 충격량: 159.7 MN*s
- 연소 시간: 131.5 초

2단
- 엔진 종류: YF-40 또는 YF-3
- 연료 종류: UDMH/N2O4
- 직경: 2.05~2.25 m
- 길이: 6.04 m (어뎁터 포함)
- 발사중량: ~14 톤
- 연료 중량: 12.38 톤
- 총 추력: 98.1 kN
- 비추력: 2893 N*s/kg
- 총 충격량: 35.8 MN*s
- 연소 시간: 365 초

3단
- 엔진 종류: FG-36
- 연료 종류: 고체 HTPB
- 직경: 2.05 m
- 길이: 1.70 m
- 발사중량: 0.792 톤
- 연료 중량: 0.645 톤
- 총 추력: 44.6 kN
- 비추력: 2834 N*s/kg
- 총 충격량: 1.83 MN*s
- 연소 시간: 41 초

## 발사 목록
| 발사 시각 （UTC）    | 발사 궤도 | 발사 장소             | 성공 여부 |
| -------------------- | --------- | --------------------- | --------- |
| 1995년 5월 29일      | 준궤도    | 타이위안 위성발사센터 | 성공      |
| 1997년 11월 1일      | 준궤도    | 타이위안 위성발사센터 | 성공      |
| 2002년 1월 3일 12:15 | 준궤도    | 타이위안 위성발사센터 | 실패      |

## 같이 보기
- 창정